# Acenaftén
Az acenaftén a policiklusos aromás szénhidrogének (PAH) közé tartozó szerves vegyület, molekulaszerkezetét tekintve egy naftalingyűrűből áll, melyben az 1-es és 8-as szénatomot egy etilénhíd köti össze. Színtelen szilárd anyag, a kőszénkátrányban mintegy 0,3% mennyiségben fordul elő.

## Előállítása és reakciói
Az acenaftént először Marcellin Berthelot állította elő kőszénkátrányból. Később Berthelot és Bardy α-etilnaftalin gyűrűzárásával szintetikusan is előállította. Iparilag még mindig a kőszénkátrányból nyerik az acenaftilénnel (és sok már vegyülettel) együtt.
Alacsony oxidációs állapotú fémcentrumokkal – más aromás szénhidrogénekhez hasonlóan – komplexeket képez. Ilyen például a (η6-acenaftén)Mn(CO)3]+. Az acenaftén redukciója során nátrium-acenaftilenid gyök anion keletkezik, mely erős redukálószer (E° = −1,75 V).

## Felhasználása
Nagy mennyiségben használják naftálsav-anhidrid (naftalindikarbonsav-anhidrid) előállítására, mely színezékek és optikai fehérítők szintézisének kiindulási anyaga. A naftilsav-anhidrid a periléntetrakarbonsav-anhidrid prekurzora, melyből számos, kereskedelmi forgalomban kapható pigmentet és színezéket állítanak elő.

## Fordítás
Ez a szócikk részben vagy egészben  az   Acenaphthene című angol Wikipédia-szócikk ezen változatának fordításán alapul.  Az eredeti cikk szerkesztőit annak laptörténete sorolja fel. Ez a jelzés csupán a megfogalmazás eredetét és a szerzői jogokat jelzi, nem szolgál a cikkben szereplő információk forrásmegjelöléseként.